# Рудольф Карпаті
Рудольф Карпаті (угор. Kárpáti Rudolf, 17 липня 1920 — 1 січня 1999) — угорський фехтувальник, шестиразовий олімпійський чемпіон в особистих та командних змаганнях. Крім того, Карпаті сім разів ставав Чемпіоном світу (1953, 1954, 1955, 1957, 1958 у складі команди, 1954 та 1959 роках в індивідуальному заліку), тричі ставав срібним призером чемпіонатів світу (1955 і 1957 в індивідуальному заліку, 1959 в команді) та двічі бронзовим призером (1953 в індивідуальному заліку, 1961 в команді).

## Виступи на Олімпіадах
| Олімпіада      | Дисципліна      | Місце |
| -------------- | --------------- | ----- |
| Лондон 1948    | шабля, командні | 1     |
| Гельсінкі 1952 | шабля, командні | 1     |
| Мельбурн 1956  | шабля, особисті | 1     |
| Мельбурн 1956  | шабля, командні | 1     |
| Рим 1960       | шабля, особисті | 1     |
| Рим 1960       | шабля, командні | 1     |